# Filmografia Zwariowanych melodii (1929–1939)
Filmografia Zwariowanych melodii z lat 1929–1939

## 1929
Bosko, the Talk-Ink Kid – fabularny film krótkometrażowy wyprodukowany jako odcinek pilotażowy dla serii kreskówek z Bosko. Film wyprodukowany został w maju 1929 roku, ale premiera w kinach nigdy nie nastąpiła. Reżyserami tej kreskówki są Hugh Harman i Rudolf Ising. Bohaterem tej kreskówki jest Bosko. W filmie rysownik (grany przez Rudolfa Isinga) rysuje Bosko, który potem ożywa. Bosko mówi, śpiewa, tańczy i gra na pianinie zanim rysownik go nie wsysa do swojego pióra i wlewa go z powrotem do pojemnika z tuszem. Bosko wyłazi z buteleczki i obiecuje powrócić.
Film jest dostępny z polskimi napisami w dodatkach do wydania DVD Looney Tunes: Plejada gwiazd, część 2.

## 1930
Wszystkie Zwariowane melodie z 1930 roku pochodzą z serii Looney Tunes, bierze w nich udział Bosko i zostały wyreżyserowane przez Hugh Harmana i Rudolfa Isinga oraz skomponowane przez Franka Marsalesa.
| Nr | Tytuł                  | Data premiery    | Uwagi |
| -- | ---------------------- | ---------------- | --- |
| 1. | Sinkin' in the Bathtub | 19 kwietnia 1930 | Pierwsza oficjalnie wydana kreskówka Warner Bros. Pierwsza publicznie wydana kreskówka z Bosko. Debiut Honey. |
| 2. | Congo Jazz             | wrzesień 1930    | |
| 3. | Hold Anything          | październik 1930 | Wspólny występ z Honey.                                                                                       |
| 4. | The Booze Hangs High   | listopad 1930    | |
| 5. | Box Car Blues          | grudzień 1930    | |

## 1931
Wszystkie kreskówki przed Lady, Play Your Mandolin! zostały reżyserowane przez Hugh Harmana i Rudolfa Isinga. Wszystkie kreskówki z serii Merrie Melodies są wyreżyserowane przez Rudolfa Isinga, zaś wszystkie z serii Looney Tunes po The Tree’s Knees są wyreżyserowane przez Hugh Harmana. Wszystkie kreskówki są skomponowane przez Franka Marsalesa.
| Nr w serii | Tytuł                                 | Seria           | Postacie      | Data premiery        | Uwagi |
| ---------- | ------------------------------------- | --------------- | ------------- | -------------------- | --- |
| 6.         | Big Man from the North                | Looney Tunes    | Bosko, Honey  | styczeń 1931         | |
| 7.         | Ain’t Nature Grand!                   | Looney Tunes    | Bosko         | luty 1931            | |
| 8.         | Ups 'N Downs                          | Looney Tunes    | Bosko         | marzec 1931          | |
| 9.         | Dumb Patrol                           | Looney Tunes    | Bosko, Honey  | kwiecień 1931        | Nie mylić z inną kreskówką z 1963 r. z Królikiem Bugsem i Yosemite Samem.                                     |
| 10.        | Yodeling Yokels                       | Looney Tunes    | Bosko, Honey  | maj 1931             | |
| 11.        | Bosko's Holiday                       | Looney Tunes    | Bosko, Honey  | czerwiec 1931        | |
| 12.        | The Tree's Knees                      | Looney Tunes    | Bosko, Honey  | lipiec 1931          | |
| 13.        | Lady, Play Your Mandolin!             | Merrie Melodies | Foxy, Roxy    | sierpień 1931        | Pierwsza kreskówka z serii Merrie Melodies. Debiut Foxy’ego.                                                  |
| 14.        | Smile, Darn Ya, Smile!                | Merrie Melodies | Foxy, Roxy    | 5 września 1931      | Najstarsza kreskówka należąca do biblioteki filmowej Associated Artists Productions, obecnie dobro publiczne. |
| 15.        | Bosko Shipwrecked!                    | Looney Tunes    | Bosko         | 19 września 1931     | |
| 16.        | One More Time                         | Merrie Melodies | Foxy, Roxy    | 3 października 1931  | |
| 17.        | Bosko the Doughboy                    | Looney Tunes    | Bosko         | 17 października 1931 | |
| 18.        | You Don’t Know What You’re Doin'      | Merrie Melodies | Piggy, Fluffy | 31 października 1931 | Pierwsza kreskówka z udziałem Piggy.                                                                          |
| 19.        | Bosko's Soda Mountain                 | Looney Tunes    | Bosko         | 14 listopada 1931    | |
| 20.        | Hittin' the Trail for Hallelujah Land | Merrie Melodies | Piggy, Fluffy | 28 listopada 1931    | Pierwsza kreskówka należąca do Ocenzurowanej Jedenastki.                                                      |
| 21.        | Bosko's Fox Hunt                      | Looney Tunes    | Bosko, Bruno  | 12 grudnia 1931      | |
| 22.        | Red-Headed Baby                       | Merrie Melodies | Piggy         | 26 grudnia 1931      | |

## 1932
Wszystkie kreskówki zostały reżyserowane przez Hugh Harmana i Rudolfa Isinga i skomponowane przez Franka Marsalesa.
| Nr w serii | Tytuł                                 | Seria           | Postacie                    | Data premiery        | Uwagi                                                 |
| ---------- | ------------------------------------- | --------------- | --------------------------- | -------------------- | ----------------------------------------------------- |
| 23.        | Bosko at the Zoo                      | Looney Tunes    | Bosko, Honey                | 9 stycznia 1932      |                                                       |
| 24.        | Pagan Moon                            | Merrie Melodies |                             | 23 stycznia 1932     |                                                       |
| 25.        | Battling Bosko                        | Looney Tunes    | Bosko, Honey                | 6 lutego 1932        |                                                       |
| 26.        | Freddy the Freshman                   | Merrie Melodies | Freddy                      | 20 lutego 1932       |                                                       |
| 27.        | Big-Hearted Bosko                     | Looney Tunes    | Bosko                       | 5 marca 1932         |                                                       |
| 28.        | Crosby, Columbo, and Vallee           | Merrie Melodies |                             | 19 marca 1932        |                                                       |
| 29.        | Bosko's Party                         | Looney Tunes    | Bosko, Honey, Wilbur        | 2 kwietnia 1932      |                                                       |
| 30.        | Goopy Geer                            | Merrie Melodies | Goofisiek                   | 16 kwietnia 1932     | Debiut Goofiśka.                                      |
| 31.        | Bosko and Bruno                       | Looney Tunes    | Bosko, Bruno                | 30 kwietnia 1932     |                                                       |
| 32.        | It's Got Me Again                     | Merrie Melodies |                             | 14 maja 1932         | Pierwsza kreskówka Warner Bros. nominowana do Oscara. |
| 33.        | Moonlight for Two                     | Merrie Melodies | Goofisiek                   | 11 czerwca 1932      |                                                       |
| 34.        | Bosko's Dog Race                      | Looney Tunes    | Bosko, Bruno, Honey         | 25 czerwca 1932      |                                                       |
| 35.        | The Queen Was in the Parlor           | Merrie Melodies | Goofisiek                   | 9 lipca 1932         |                                                       |
| 36.        | Bosko at the Beach                    | Looney Tunes    | Bosko, Bruno, Honey, Wilbur | 23 lipca 1932        |                                                       |
| 37.        | I Love a Parade                       | Merrie Melodies |                             | 6 sierpnia 1932      |                                                       |
| 38.        | Bosko's Store                         | Looney Tunes    | Bosko, Honey, Wilbur        | 13 sierpnia 1932     |                                                       |
| 39.        | Bosko the Lumberjack                  | Looney Tunes    | Bosko, Honey                | 3 września 1932      |                                                       |
| 40.        | You're Too Careless with Your Kisses! | Merrie Melodies |                             | 10 września 1932     |                                                       |
| 41.        | Ride Him, Bosko!                      | Looney Tunes    | Bosko, Honey                | 17 września 1932     |                                                       |
| 42.        | I Wish I Had Wings                    | Merrie Melodies |                             | 15 października 1932 |                                                       |
| 43.        | Bosko the Drawback                    | Looney Tunes    | Bosko, Honey                | 22 października 1932 |                                                       |
| 44.        | A Great Big Bunch of You              | Merrie Melodies |                             | 12 listopada 1932    |                                                       |
| 45.        | Bosko's Dizzy Date                    | Looney Tunes    | Bosko, Bruno, Honey, Wilbur | 19 listopada 1932    | Alternatywny tytuł angielski brzmi Bosko and Honey    |
| 46.        | Three's a Crowd                       | Merrie Melodies |                             | 10 grudnia 1932      |                                                       |
| 47.        | Bosko's Woodland Daze                 | Looney Tunes    | Bosko, Bruno                | 17 grudnia 1932      |                                                       |

## 1933
Wszystkie kreskówki do Buddy’s Day Out są skomponowane przez Franka Marsalesa.
| Nr  | Tytuł                              | Seria           | Reżyser                     | Postacie                    | Data premiery     | Uwagi |
| --- | ---------------------------------- | --------------- | --------------------------- | --------------------------- | ----------------- | --- |
| 48. | The Shanty Where Santy Claus Lives | Merrie Melodies | Rudolf Ising                |                             | 7 stycznia 1933   | |
| 49. | Bosko in Dutch                     | Looney Tunes    | Hugh Harman i Friz Freleng  | Bosko, Bruno, Honey, Wilbur | 14 stycznia 1933  | Pierwsza kreskówka wyreżyserowana przez Friza Frelenga. |
| 50. | One Step Ahead of My Shadow        | Merrie Melodies | Rudolf Ising                |                             | 4 lutego 1933     | |
| 51. | Bosko in Person                    | Looney Tunes    | Hugh Harman i Friz Freleng  | Bosko, Honey                | 11 lutego 1933    | |
| 52. | Young and Healthly                 | Merrie Melodies | Rudolf Ising                |                             | 4 marca 1933      | |
| 53. | Bosko the Speed King               | Looney Tunes    | Hugh Harman                 | Bosko, Honey                | 11 marca 1933     | |
| 54. | The Organ Grinder                  | Merrie Melodies | Rudolf Ising                |                             | 8 kwietnia 1933   | |
| 55. | Bosko's Knight-Mare                | Looney Tunes    | Hugh Harman                 | Bosko, Bruno, Honey         | 29 kwietnia 1933  | |
| 56. | Wake Up the Gypsy in Me            | Merrie Melodies | Rudolf Ising                |                             | 13 maja 1933      | |
| 57. | Bosko the Sheep-Herder             | Looney Tunes    | Hugh Harman                 | Bosko, Bruno, Honey         | 3 czerwca 1933    | |
| 58. | I Like Mountain Music              | Merrie Melodies | Rudolf Ising                |                             | 10 czerwca 1933   | Alternatywny tytuł angielski brzmi Magazine Rack |
| 59. | Beau Bosko                         | Looney Tunes    | Hugh Harman i Friz Freleng  | Bosko, Honey                | 1 lipca 1933      | |
| 60. | Shuffle Off to Buffalo             | Merrie Melodies | Rudolf Ising i Friz Freleng |                             | 8 lipca 1933      | |
| 61. | Bosko's Mechanical Man             | Looney Tunes    | Hugh Harman                 | Bosko, Bruno, Honey         | 29 lipca 1933     | |
| 62. | The Dish Ran Away with the Spoon   | Merrie Melodies | Rudolf Ising                |                             | 5 sierpnia 1933   | |
| 63. | Bosko the Musketeer                | Looney Tunes    | Hugh Harman                 | Bosko, Bruno, Honey         | 12 sierpnia 1933  | |
| 64. | We're in the Money                 | Merrie Melodies | Rudolf Ising                |                             | 26 sierpnia 1933  | |
| 65. | Bosko's Picture Show               | Looney Tunes    | Hugh Harman i Friz Freleng  | Bosko, Bruno, Honey         | 26 sierpnia 1933  | Ostatnia kreskówka Warner Bros. z Bosko. Ostatnia kreskówka produkcji Harmana i Isinga oraz ostatnia skomponowana przez Franka Marsalesa.                                                                             |
| 66. | Buddy's Day Out                    | Looney Tunes    | Tom Palmer                  | Buddy, Cookie               | 9 września 1933   | Pierwsza kreskówka z Buddym. Pierwsza kreskówka reżyserowana przez Toma Palmera. Pierwsza kreskówka produkcji Leon Schlesinger Productions. Pierwsza kreskówka skomponowana przez Bernarda Browna i Normana Spence’a. |
| 67. | I've Got to Sing a Torch Song      | Merrie Melodies | Tom Palmer                  |                             | 30 września 1933  | Ostatnia kreskówka wyreżyserowana przez Toma Palmera. |
| 68. | Buddy's Beer Garden                | Looney Tunes    | Earl Duvall                 | Buddy, Cookie               | 18 listopada 1933 | Pierwsza kreskówka wyreżyserowana przez Earla Duvalla. |
| 69. | Buddy's Show Boat                  | Looney Tunes    | Earl Duvall                 | Buddy, Cookie               | 9 grudnia 1933    | |
| 70. | Sittin' on a Backyard Fence        | Merrie Melodies | Earl Duvall                 |                             | 16 grudnia 1933   | |

## 1934
| Nr  | Tytuł                         | Seria           | Reżyser       | Postacie              | Data premiery        | Uwagi                                                                                               |
| --- | ----------------------------- | --------------- | ------------- | --------------------- | -------------------- | --------------------------------------------------------------------------------------------------- |
| 71. | Buddy the Gob                 | Looney Tunes    | Friz Freleng  | Buddy, Cookie         | 13 stycznia 1934     | Pierwsza kreskówka całkowicie wyreżyserowana przez Friza Frelenga.                                  |
| 72. | Pettin' in the Park           | Merrie Melodies | Bernard Brown |                       | 27 stycznia 1934     | Pierwsza kreskówka wyreżyserowana przez Bernarda Browna.                                            |
| 73. | Honeymoon Hotel               | Merrie Melodies | Earl Duvall   |                       | 17 lutego 1934       | Cinecolor (pierwsza kreskówka Warner Bros. w kolorze) Polski tytuł tej kreskówki: Motel młodej pary |
| 74. | Buddy and Towser              | Looney Tunes    | Friz Freleng  | Buddy                 | 24 lutego 1934       | |
| 75. | Beauty and the Beast          | Merrie Melodies | Friz Freleng  |                       | 14 kwietnia 1934     | Cinecolor. Polski tytuł tej kreskówki: Piękna i bestia                                              |
| 76. | Buddy's Garage                | Looney Tunes    | Earl Duvall   | Buddy, Cookie         | 14 kwietnia 1934     | |
| 77. | Those Were Wonderful Days     | Merrie Melodies | Bernard Brown |                       | 28 kwietnia 1934     | |
| 78. | Buddy's Trolley Troubles      | Looney Tunes    | Friz Freleng  | Buddy, Cookie         | 5 maja 1934          | |
| 79. | Goin' to Heaven on a Mule     | Looney Tunes    | Friz Freleng  |                       | 19 maja 1934         | |
| 80. | Buddy of the Apes             | Looney Tunes    | Ben Hardaway  | Buddy, Cookie         | 19 maja 1934         | Pierwsza kreskówka wyreżyserowana przez Bena Hardawaya                                              |
| 81. | How Do I Know It's Sunday     | Merrie Melodies | Friz Freleng  |                       | 9 czerwca 1934       | |
| 82. | Buddy's Bearcats              | Looney Tunes    | Jack King     | Buddy, Cookie         | 23 czerwca 1934      | Pierwsza kreskówka wyreżyserowana przez Jacka Kinga                                                 |
| 83. | Why Do I Dream Those Dreams   | Merrie Melodies | Friz Freleng  |                       | 30 czerwca 1934      | |
| 84. | Buddy's Circus                | Looney Tunes    | Jack King     | Buddy                 | 25 sierpnia 1934     | |
| 85. | The Miller's Daughter         | Merrie Melodies | Friz Freleng  |                       | 8 września 1934      | |
| 86. | Buddy the Detective           | Looney Tunes    | Jack King     | Buddy, Cookie         | 15 września 1934     | |
| 87. | The Girl at the Ironing Board | Merrie Melodies | Friz Freleng  |                       | 15 września 1934     | |
| 88. | Viva Buddy                    | Looney Tunes    | Jack King     | Buddy, Cookie, Pancho | 29 września 1934     | |
| 89. | Shake Your Powder Puff        | Merrie Melodies | Friz Freleng  |                       | 29 września 1934     | |
| 90. | Rhythm in the Bow             | Merrie Melodies | Ben Hardaway  |                       | 27 października 1934 | Ostatnia kreskówka z serii Merrie Melodies wydana w czerni i bieli                                  |
| 91. | Buddy the Woodsman            | Looney Tunes    | Jack King     | Buddy, Cookie         | 20 października 1934 | |
| 92. | Those Beautiful Dames         | Merrie Melodies | Friz Freleng  |                       | 10 listopada 1934    | 2-pasmowy Technikolor (pierwsza kreskówka Warner Bros. w Technikolorze)                             |
| 93. | Buddy's Adventures            | Looney Tunes    | Ben Hardaway  | Buddy, Cookie         | 17 listopada 1934    | |
| 94. | Pop Goes Your Heart           | Merrie Melodies | Friz Freleng  |                       | 8 grudnia 1934       | 2-pasmowy Technikolor. Polski tytuł kreskówki: Twoje serce pika, czyli muzykalne zwierzęta          |
| 95. | Buddy the Dentist             | Looney Tunes    | Ben Hardaway  | Buddy, Cookie         | 15 grudnia 1934      | |

## 1935
Wszystkie kreskówki z serii Merrie Melodies są wydane w 2-pasmowym Technikolorze (z podanymi wyjątkami).
| Nr   | Tytuł oryginalny         | Tytuł polski                                     | Seria           | Reżyser      | Postacie                                                                     | Data premiery        | Dostępność VHS i DVD                           | Uwagi                                                                                   |
| ---- | ------------------------ | ------------------------------------------------ | --------------- | ------------ | ---------------------------------------------------------------------------- | -------------------- | ---------------------------------------------- | --------------------------------------------------------------------------------------- |
| 96.  | Buddy of the Legion      |                                                  | Looney Tunes    | Ben Hardaway | Buddy                                                                        | 12 stycznia 1935     |                                                |                                                                                         |
| 97.  | Mr. and Mrs. Is the Name |                                                  | Merrie Melodies | Friz Freleng | Buddy, Cookie                                                                | 19 stycznia 1935     |                                                |                                                                                         |
| 98.  | The Country Boy          | Wiejski królik                                   | Merrie Melodies | Friz Freleng | Picek                                                                        | 2 lutego 1935        |                                                | Debiut królika Picka.                                                                   |
| 99.  | Buddy's Theatre          |                                                  | Looney Tunes    | Ben Hardaway | Buddy, Cookie                                                                | 16 lutego 1935       |                                                |                                                                                         |
| 100. | I Haven't Got a Hat      | Nie mam kapelusza, czyli parada młodych talentów | Merrie Melodies | Friz Freleng | Bobek, Mięsek i Kęsek, Kicia, Panna Przeżuwacz, Prosiak Porky, Olivier Sówka | 2 marca 1935         | Świnka Porky: Najlepsze z najlepszych, część 2 | Debiut Prosiaka Porky’ego (tutaj jako Chrumpek) oraz Kota Bobka (tutaj jako Ancymonek). |
| 101. | Buddy's Pony Express     |                                                  | Looney Tunes    | Ben Hardaway | Buddy, Cookie                                                                | 9 marca 1935         |                                                |                                                                                         |
| 102. | Along Flirtation Walk    |                                                  | Merrie Melodies | Friz Freleng |                                                                              | 6 kwietnia 1935      |                                                |                                                                                         |
| 103. | Buddy in Africa          |                                                  | Looney Tunes    | Ben Hardaway | Buddy                                                                        | 20 kwietnia 1935     |                                                |                                                                                         |
| 104. | My Green Fedora          | Mój zielony kapelusz                             | Merrie Melodies | Friz Freleng | Picek                                                                        | 6 kwietnia 1935      |                                                | Ostatnia kreskówka z Królikiem Pickiem.                                                 |
| 105. | Buddy's Lost World       |                                                  | Looney Tunes    | Jack King    | Buddy                                                                        | 18 maja 1935         |                                                |                                                                                         |
| 106. | Into Your Dance          |                                                  | Merrie Melodies | Friz Freleng |                                                                              | 8 czerwca 1935       |                                                |                                                                                         |
| 107. | Buddy's Bug Hunt         |                                                  | Looney Tunes    | Jack King    | Buddy                                                                        | 22 czerwca 1935      |                                                |                                                                                         |
| 108. | The Country Mouse        |                                                  | Merrie Melodies | Friz Freleng | Bobek, Porky                                                                 | 13 lipca 1935        |                                                | Pierwsza kreskówka poddana Reedycji Błękitnej Wstążki.                                  |
| 109. | Buddy Steps Out          |                                                  | Looney Tunes    | Jack King    | Buddy, Cookie                                                                | 20 lipca 1935        |                                                |                                                                                         |
| 110. | The Merry Old Soul       | Wesoły poczciwiec                                | Merrie Melodies | Friz Freleng |                                                                              | 17 sierpnia 1935     |                                                | Poddana Reedycji Błękitnej Wstążki.                                                     |
| 111. | Buddy the Gee Man        |                                                  | Looney Tunes    | Jack King    | Buddy                                                                        | 24 sierpnia 1935     |                                                | Ostatnia kreskówka Warner Bros. z Buddym.                                               |
| 112. | The Lady in Red          | Dama w czerwieni                                 | Merrie Melodies | Friz Freleng |                                                                              | 7 września 1935      |                                                | Poddana Reedycji Błękitnej Wstążki.                                                     |
| 113. | A Cartoonist's Nightmare |                                                  | Looney Tunes    | Jack King    | Bobek                                                                        | 14 października 1935 |                                                |                                                                                         |
| 114. | Hollywood Capers         | Hollywoodzkie wygłupy                            | Looney Tunes    | Jack King    | Bobek, Kicia, Olivier Sówka                                                  | 19 października 1935 | Świnka Porky: Najlepsze z najlepszych, część 2 |                                                                                         |
| 115. | Little Dutch Plate       | Holenderski talerzyk                             | Merrie Melodies | Friz Freleng |                                                                              | 19 października 1935 |                                                | Poddana Reedycji Błękitnej Wstążki.                                                     |
| 116. | Gold Diggers of '49      |                                                  | Looney Tunes    | Tex Avery    | Bobek, Kicia, Prosiak Porky                                                  | 2 listopada 1935     |                                                | Pierwsza kreskówka wyreżyserowana przez Texa Avery’ego.                                 |
| 117. | Billboard Frolics        | Figlarne plakaty                                 | Merrie Melodies | Friz Freleng |                                                                              | 9 listopada 1935     |                                                | Pierwsze użycie „Merrily We Roll Along” w kreskówce Warner Bros.                        |
| 118. | The Fire Alarm           |                                                  | Looney Tunes    | Jack King    | Mięsek i Kęsek                                                               | 23 grudnia 1935      |                                                |                                                                                         |
| 119. | Flowers for Madame       | Parada kwiatów                                   | Merrie Melodies | Friz Freleng |                                                                              | 30 grudnia 1935      |                                                | Poddana Reedycji Błękitnej Wstążki. 3-pasmowy Technikolor.                              |

## 1936
Wszystkie kreskówki z serii Merrie Melodies są w 3-pasmowym Technikolorze, z wymienionymi wyjątkami.
Tego roku, kreskówki z serii Merrie Melodies przyjmują „Merrily We Roll Along” jako swoją muzykę czołówkową (zaczynając od kreskówki Boulevardier from the Bronx). Seria Merrie Melodies zaczyna korzystać również z „tarczowej” czołówki i tyłówki w tym roku (zaczynając od kreskówki I Wanna Play House, lecz bez „zbliżającej się” tarczy WB). Również seria Looney Tunes (do odcinka Porky’s Garden, 1937) używa endingu That’s all folks!.
| Nr   | Tytuł oryginalny                 | Tytuł polski                                 | Seria           | Reżyser       | Postacie                            | Data premiery        | Dostępność VHS i DVD                  | Uwagi |
| ---- | -------------------------------- | -------------------------------------------- | --------------- | ------------- | ----------------------------------- | -------------------- | ------------------------------------- | --- |
| 120. | Plane Dippy                      |                                              | Looney Tunes    | Tex Avery     | Porky                               | 4 stycznia 1936      |                                       | |
| 121. | I Wanna Play House               | Chcę się bawić w dom                         | Merrie Melodies | Friz Freleng  |                                     | 11 stycznia 1936     |                                       | Pierwsza kreskówka z serii Merrie Melodies z „tarczową” czołówką.                                                                      |
| 122. | Alpine Antics                    |                                              | Looney Tunes    | Jack King     | Bobek, Kicia                        | 18 stycznia 1936     |                                       | Zreedytowana w kolorze. |
| 123. | The Phantom Ship                 |                                              | Looney Tunes    | Jack King     | Bobek, Mięsek i Kęsek               | 1 lutego 1936        |                                       | |
| 124. | The Cat Came Back                | Powrót kociej mamy                           | Merrie Melodies | Friz Freleng  |                                     | 8 lutego 1936        |                                       | Poddana Reedycji Błękitnej Wstążki. 3-pasmowy Technikolor.                                                                             |
| 125. | Boom Boom                        |                                              | Looney Tunes    | Jack King     | Bobek, Porky                        | 29 lutego 1936       |                                       | |
| 126. | Page Miss Glory                  | Gdzie jest panna Gloria?                     | Merrie Melodies | Tex Avery     |                                     | 7 marca 1936         |                                       | |
| 127. | The Blow Out                     |                                              | Looney Tunes    | Tex Avery     | Porky                               | 4 kwietnia 1936      |                                       | |
| 128. | I'm a Big Shot Now               |                                              | Merrie Melodies | Friz Freleng  |                                     | 11 kwietnia 1936     |                                       | Poddana Reedycji Błękitnej Wstążki. Ostatnia kreskówka skomponowana przez Bernarda Browna.                                             |
| 129. | Westward Whoa                    |                                              | Looney Tunes    | Jack King     | Bobek, Mięsek i Kęsek, Kicia, Porky | 25 kwietnia 1936     |                                       | Ostatnia kreskówka z Bobkiem, Kicią, Mięskiem i Kęskiem. Dobro publiczne.                                                              |
| 130. | Let It Be Me                     | Niech będę to ja                             | Merrie Melodies | Friz Freleng  | Emily                               | 9 maja 1936          |                                       | Poddana Reedycji Błękitnej Wstążki. Pierwsza kreskówka z kwoką Emily.                                                                  |
| 131. | I'd Love to Take Orders From You |                                              | Merrie Melodies | Tex Avery     |                                     | 16 maja 1936         |                                       | |
| 132. | Fish Tales                       |                                              | Looney Tunes    | Jack King     | Porky                               | 23 maja 1936         |                                       | |
| 133. | Bingo Crosbyana                  | Bingo Muchocubana                            | Merrie Melodies | Friz Freleng  |                                     | 30 maja 1936         |                                       | |
| 134. | Shanghaied Shipmates             |                                              | Looney Tunes    | Jack King     | Porky                               | 20 czerwca 1936      |                                       | |
| 135. | When I Yoo Hoo                   |                                              | Merrie Melodies | Friz Freleng  |                                     | 27 czerwca 1936      |                                       | |
| 136. | Porky’s Pet                      |                                              | Looney Tunes    | Jack King     | Porky                               | 11 lipca 1936        |                                       | |
| 137. | I Love to Singa                  | Kocham jazzować                              | Merrie Melodies | Tex Avery     | Sowa Jolson, Królik Jack            | 18 lipca 1936        | Looney Tunes: Plejada gwiazd, część 3 | Poddana Reedycji Błękitnej Wstążki. Oryginalne napisy odzyskane na DVD. Debiut i Jedyna kreskówka z Sową Jolson. Debiut Królika Jacka. |
| 138. | Porky the Rain-Maker             |                                              | Looney Tunes    | Tex Avery     | Porky                               | 1 sierpnia 1936      |                                       | |
| 139. | Sunday Go to Meetin' Time        |                                              | Merrie Melodies | Friz Freleng  |                                     | 8 sierpnia 1936      |                                       | Poddana Reedycji Błękitnej Wstążki. Należy do „Ocenzurowanej Jedenastki”.                                                              |
| 140. | Porky’s Poultry Plant            |                                              | Looney Tunes    | Frank Tashlin | Porky                               | 22 sierpnia 1936     |                                       | Pierwsza kreskówka wyreżyserowana przez Franka Tashlina i skomponowana przez Carla Stallinga.                                          |
| 141. | At Your Service Madame           | Ścielę się do raciczek, Madame               | Merrie Melodies | Friz Freleng  | Piggy                               | 29 sierpnia 1936     |                                       | Ostatnia kreskówka skomponowana przez Normana Spencera. Ostatnia kreskówka z Piggy w Technikolorze.                                    |
| 142. | Porky’s Moving Day               |                                              | Looney Tunes    | Jack King     | Porky                               | 12 września 1936     |                                       | Ostatnia kreskówka z serii Looney Tunes wyreżyserowana przez Jacka Kinga.                                                              |
| 143. | Toy Town Hall                    |                                              | Merrie Melodies | Friz Freleng  |                                     | 19 września 1936     |                                       | |
| 144. | Milk and Money                   |                                              | Looney Tunes    | Tex Avery     | Porky                               | 3 października 1936  |                                       | |
| 145. | Boulevardier from the Bronx      |                                              | Merrie Melodies | Friz Freleng  |                                     | 10 października 1936 |                                       | |
| 146. | Don't Look Now                   | Nie podglądaj, czyli walentynkowe szaleństwo | Merrie Melodies | Tex Avery     |                                     | 7 listopada 1936     |                                       | Poddana Reedycji Błękitnej Wstążki |
| 147. | Little Beau Porky                |                                              | Looney Tunes    | Frank Tashlin | Porky                               | 14 listopada 1936    |                                       | |
| 148. | The CooCoo Nut Grove             | Kokosowy gaik                                | Merrie Melodies | Friz Freleng  |                                     | 28 listopada 1936    | Looney Tunes: Plejada gwiazd, część 4 | |
| 149. | The Village Smithy               |                                              | Looney Tunes    | Tex Avery     | Porky                               | 5 grudnia 1936       |                                       | |
| 150. | Porky in the North Woods         |                                              | Looney Tunes    | Frank Tashlin | Porky                               | 19 grudnia 1936      |                                       | |

## 1937
Od teraz wszystkie kreskówki z serii Merrie Melodies są w 3-pasmowym Technikolorze. Począwszy od tego roku, „tarczowe” czołówki kreskówek z serii Merrie Melodies zmieniają kolor każdego roku, którym jako pierwszy staje się żółto-pomarańczowy widoczny w kreskówce The Woods are full of Cuckoos. Także począwszy od tego roku, kreskówki z serii Looney Tunes przyjmują „The Merry-Go-Round Broke Down” jako swoją muzykę czołówkową (zaczynając od kreskówki Rover’s Rival).
| Nr   | Tytuł oryginalny               | Tytuł polski                                          | Seria           | Reżyser       | Postacie          | Data premiery        | Dostępność VHS i DVD                           | Uwagi |
| ---- | ------------------------------ | ----------------------------------------------------- | --------------- | ------------- | ----------------- | -------------------- | ---------------------------------------------- | --- |
| 151. | He Was Her Man                 |                                                       | Merrie Melodies | Friz Freleng  |                   | 2 stycznia 1937      |                                                | Poddana Reedycji Błękitnej Wstążki |
| 152. | Porky the Wrestler             |                                                       | Looney Tunes    | Tex Avery     | Porky             | 9 stycznia 1937      |                                                | |
| 153. | Pigs Is Pigs                   | Żarłoczny jak prosię/ Żarłoczny jak prosiak           | Merrie Melodies | Friz Freleng  | Piggy             | 30 stycznia 1937     | Świnka Porky: Najlepsze z najlepszych, część 2 | Poddana Reedycji Błękitnej Wstążki. Ostatnia kreskówka z prosiaczkiem Piggy. Istnieją dwie wersje z oficjalnym polskim dubbingiem. Pierwsza zrobiona na zlecenie Canal+ do emisji telewizyjnej i druga na zlecenie Warner Bros. do wydania DVD Świnka Porky: Najlepsze z najlepszych, część 2. |
| 154. | Porky’s Road Race              |                                                       | Looney Tunes    | Frank Tashlin | Porky             | 6 lutego 1937        |                                                | |
| 155. | Picador Porky                  |                                                       | Looney Tunes    | Tex Avery     | Porky             | 27 lutego 1937       |                                                | Pierwsza kreskówka, w której głosu użycza Mel Blanc. |
| 156. | I Only Have Eyes For You       | Moje oczy widzą tylko twój dzióbek                    | Merrie Melodies | Tex Avery     |                   | 6 marca 1937         |                                                | Poddana Reedycji Błękitnej Wstążki |
| 157. | The Fella with the Fiddle      | Cwaniak ze skrzypeczkami                              | Merrie Melodies | Friz Freleng  |                   | 27 marca 1937        |                                                | Poddana Reedycji Błękitnej Wstążki |
| 158. | Porky’s Romance                |                                                       | Looney Tunes    | Frank Tashlin | Petunia, Porky    | 3 kwietnia 1937      |                                                | Pierwsza kreskówka, w której występuje Świnka Petunia. Ostatnia kreskówka, w której Joe Dougherty podkłada głos Porky’emu. |
| 159. | She Was an Acrobat's Daughter  | Ona była córką akrobaty, czyli Ale Kino!              | Merrie Melodies | Friz Freleng  |                   | 10 kwietnia 1937     | Looney Tunes: Plejada gwiazd, część 4          | |
| 160. | Porky’s Duck Hunt              | Polowanie na kaczki                                   | Looney Tunes    | Tex Avery     | Daffy, Porky      | 17 kwietnia 1937     | Kaczor Daffy – Kolekcja (lektor)               | Debiut Kaczora Daffy’ego. Pierwsza kreskówka z Daffym i Porkym. Pierwsza kreskówka, w której Mel Blanc użycza głosu Porky’emu. Pierwsza kreskówka Warner Bros. z rodzaju „komedii slapstickowej”.                                                                                              |
| 161. | Ain’t We Got Fun               | Gdy kot śpi, myszy harcują                            | Merrie Melodies | Tex Avery     |                   | 1 maja 1937          |                                                | Poddana Reedycji Błękitnej Wstążki |
| 162. | Porky and Gabby                |                                                       | Looney Tunes    | Ub Iwerks     | Gabby, Porky      | 15 maja 1937         |                                                | Debiut Kozy Gabby. Pierwsza kreskówka wyreżyserowana przez Uba Iwerksa. |
| 163. | Clean Pastures                 |                                                       | Merrie Melodies | Friz Freleng  |                   | 22 maja 1937         |                                                | Należy do „Ocenzurowanej Jedenastki”. |
| 164. | Uncle Tom's Bungalow           |                                                       | Merrie Melodies | Tex Avery     |                   | 5 czerwca 1937       |                                                | Należy do „Ocenzurowanej Jedenastki”. |
| 165. | Porky’s Building               |                                                       | Looney Tunes    | Frank Tashlin | Porky             | 19 czerwca 1937      |                                                | |
| 166. | Streamlined Greta Green        | Rewia samochodowa                                     | Merrie Melodies | Friz Freleng  |                   | 19 czerwca 1937      |                                                | |
| 167. | Sweet Sioux                    |                                                       | Merrie Melodies | Friz Freleng  |                   | 3 lipca 1937         |                                                | Poddana Reedycji Błękitnej Wstążki. Pierwsze użycie „The Merry-Go-Round Broke Down” w kreskówce Warner Bros. |
| 168. | Porky’s Super Service          |                                                       | Looney Tunes    | Ub Iwerks     | Porky             | 3 lipca 1937         |                                                | |
| 169. | Egghead Rides Again            | Chłopek-Roztropek znowu w siodle                      | Merrie Melodies | Tex Avery     | Chłopek-roztropek | 17 lipca 1937        |                                                | Debiut Chłopka-roztropka (pierwowzoru Elmera Fudda). |
| 170. | Porky’s Badtime Story          |                                                       | Looney Tunes    | Bob Clampett  | Gabby, Porky      | 24 lipca 1937        |                                                | Pierwsza kreskówka reżyserowana przez Boba Clampetta. Pierwsza kreskówka animowana przez Chucka Jonesa. |
| 171. | Plenty of Money and You        | Wystrzałowy strusiek, albo parafraza refrenu piosenki | Merrie Melodies | Friz Freleng  |                   | 31 lipca 1937        |                                                | Poddana Reedycji Błękitnej Wstążki. Pierwsza kreskówka używająca „Merrily We Roll Along” w tyłówce. |
| 172. | Porky’s Railroad               | Kolej Świnki Porky                                    | Looney Tunes    | Frank Tashlin | Porky             | 7 sierpnia 1937      |                                                | |
| 173. | A Sunbonnet Blue               |                                                       | Merrie Melodies | Tex Avery     |                   | 21 sierpnia 1937     |                                                | Poddana Reedycji Błękitnej Wstążki |
| 174. | Get Rich Quick Porky           | Szybki zarobek                                        | Looney Tunes    | Bob Clampett  | Gabby, Porky      | 28 sierpnia 1937     |                                                | Pierwsze użycie „The Merry-Go-Round Broke Down” w kreskówce z serii Looney Tunes |
| 175. | Speaking of the Weather        | O pogodzie mowa                                       | Merrie Melodies | Frank Tashlin |                   | 4 września 1937      |                                                | Poddana Reedycji Błękitnej Wstążki. Oryginalne napisy odzyskane na DVD. |
| 176. | Porky’s Garden                 | Ogródek Porky’ego                                     | Looney Tunes    | Tex Avery     | Porky             | 11 września 1937     |                                                | |
| 177. | Dog Daze                       | Psie popisy                                           | Merrie Melodies | Friz Freleng  |                   | 18 września 1937     |                                                | W polskiej wersji dubbingowej tej kreskówki jest zmieniona tyłówka Dubbed. |
| 178. | I Wanna Be a Sailor            | Zostanę marynarzem/Chcę być marynarzem                | Merrie Melodies | Tex Avery     |                   | 25 września 1937     |                                                | Poddana Reedycji Błękitnej Wstążki |
| 179. | Rover's Rival                  |                                                       | Looney Tunes    | Bob Clampett  | Porky             | 9 października 1937  |                                                | Pierwsze użycie „The Merry-Go-Round Broke Down” jako czołówki. Pierwsza kreskówka z „bębnowym zakończeniem” Porky’ego. |
| 180. | The Lyin' Mouse                | Mysz kłamczucha                                       | Merrie Melodies | Friz Freleng  |                   | 16 października 1937 | Taz w dżungli                                  | Poddana Reedycji Błękitnej Wstążki |
| 181. | The Case of the Stuttering Pig |                                                       | Looney Tunes    | Frank Tashlin | Petunia, Porky    | 30 października 1937 |                                                | |
| 182. | Little Red Walking Hood        | Czerwony kapturek                                     | Merrie Melodies | Tex Avery     | Chłopek-roztropek | 6 listopada 1937     |                                                | Poddana Reedycji Błękitnej Wstążki. Oryginalne napisy odzyskane na DVD. |
| 183. | Porky’s Double Trouble         |                                                       | Looney Tunes    | Frank Tashlin | Petunia, Porky    | 13 listopada 1937    |                                                | |
| 184. | The Woods Are Full of Cuckoos  | Las, gdzie pełno tam kukułek                          | Merrie Melodies | Frank Tashlin |                   | 4 grudnia 1937       |                                                | |
| 185. | Porky’s Hero Agency            |                                                       | Looney Tunes    | Bob Clampett  | Porky             | 4 grudnia 1937       |                                                | |
| 186. | September in the Rain          |                                                       | Merrie Melodies | Friz Freleng  |                   | 18 grudnia 1937      |                                                | Poddana Reedycji Błękitnej Wstążki |

## 1938
| Nr   | Tytuł oryginalny              | Tytuł polski                     | Seria           | Reżyser                  | Postacie                 | Dostępność VHS i DVD | Data premiery                                        | Uwagi |
| ---- | ----------------------------- | -------------------------------- | --------------- | ------------------------ | ------------------------ | -------------------- | ---------------------------------------------------- | --- |
| 187. | Daffy Duck and Egghead        | Kaczor Daffy i Chłopek-roztropek | Merrie Melodies | Tex Avery                | Daffy, Chłopek-roztropek | 1 stycznia 1938      |                                                      | Poddana Reedycji Błękitnej Wstążki. Oryginalne napisy odzyskane na DVD. Jedyna kreskówka, w której Daffy i Chłopek-roztropek występują razem. Pierwsza kolorowa kreskówka z Daffym. |
| 188. | Porky’s Poppa                 |                                  | Looney Tunes    | Bob Clampett             | Porky                    | 15 stycznia 1938     |                                                      | Pierwsza wzmianka o fikcyjnej spółce „ACME” w kreskówce Warner Bros. |
| 189. | My Little Buckeroo            |                                  | Merrie Melodies | Friz Freleng             |                          | 29 stycznia 1938     |                                                      | Poddana Reedycji Błękitnej Wstążki |
| 190. | Porky at the Crocadero        |                                  | Looney Tunes    | Frank Tashlin            | Porky                    | 5 lutego 1938        |                                                      | |
| 191. | Jungle Jitters                | Zwariowana wioska                | Merrie Melodies | Friz Freleng             |                          | 19 lutego 1938       |                                                      | Poddana Reedycji Błękitnej Wstążki. Należy do „Ocenzurowanej Jedenastki” |
| 192. | What Price Porky              |                                  | Looney Tunes    | Bob Clampett             | Daffy, Porky             | 26 lutego 1938       |                                                      | |
| 193. | The Sneezing Weasel           | Zakichany doktor Łasica          | Merrie Melodies | Tex Avery                |                          | 12 marca 1938        |                                                      | Poddana Reedycji Błękitnej Wstążki |
| 194. | Porky’s Phoney Express        |                                  | Looney Tunes    | Cal Howard, Cal Dalton   | Porky                    | 19 marca 1938        |                                                      | |
| 195. | A Star Is Hatched             | Jak wykluwa się gwiazda?         | Merrie Melodies | Friz Freleng             | Emily                    | 2 kwietnia 1938      |                                                      | Ostatnia kreskówka z kurką Emily. |
| 196. | Porky’s Five and Ten          |                                  | Looney Tunes    | Bob Clampett             | Porky                    | 16 kwietnia 1938     |                                                      | |
| 197. | The Penguin Parade            | Parada pingwinów                 | Merrie Melodies | Tex Avery                |                          | 23 kwietnia 1938     |                                                      | |
| 198. | Porky’s Hare Hunt             |                                  | Looney Tunes    | Ben Hardaway             | Porky, Proto-Bugs        | 30 kwietnia 1938     |                                                      | Debiut Proto-Bugsa. Sequel do kreskówki Polowanie na kaczki z 1937 r. |
| 199. | Now That Summer Is Gone       | Gdy lato się skończyło           | Merrie Melodies | Frank Tashlin            |                          | 14 maja 1938         |                                                      | Poddana Reedycji Błękitnej Wstążki |
| 200. | Injun Trouble                 |                                  | Looney Tunes    | Bob Clampett             | Porky                    | 21 maja 1938         |                                                      | |
| 201. | The Isle of Pingo-Pongo       |                                  | Merrie Melodies | Tex Avery                | Chłopek-roztropek        | 28 maja 1938         |                                                      | Poddana Reedycji Błękitnej Wstążki. Należy do „Ocenzurowanej Jedenastki” |
| 202. | Porky the Fireman             |                                  | Looney Tunes    | Frank Tashlin            | Porky                    | 4 czerwca 1938       |                                                      | |
| 203. | Katnip Kollege                | Kocia muzyka                     | Merrie Melodies | Ben Hardaway, Cal Dalton |                          | 11 czerwca 1938      | Looney Tunes: Plejada gwiazd, część 3                | Poddana Reedycji Błękitnej Wstążki |
| 204. | Porky’s Party                 |                                  | Looney Tunes    | Bob Clampett             | Porky                    | 25 czerwca 1938      |                                                      | |
| 205. | Have You Got Any Castles?     | Swingujące książki               | Merrie Melodies | Frank Tashlin            |                          | 25 czerwca 1938      | Looney Tunes: Plejada gwiazd, część 3                | Poddana Reedycji Błękitnej Wstążki. Odzyskane sceny z Heroldem Miejskim (The town Crier) dostępne na DVD. Sceny te zostały wycięte w 1947 r. podczas pierwszej Reedycji.            |
| 206. | Love and Curses               | Miłość i zło                     | Merrie Melodies | Ben Hardaway, Cal Dalton |                          | 9 lipca 1938         |                                                      | |
| 207. | Porky’s Spring Planting       |                                  | Looney Tunes    | Frank Tashlin            | Porky                    | 16 lipca 1938        |                                                      | |
| 208. | Cinderella Meets Fella        | Kopciuszek i Książę Świrusek     | Merrie Melodies | Tex Avery                | Chłopek-roztropek        | 23 lipca 1938        |                                                      | |
| 209. | Porky & Daffy                 |                                  | Looney Tunes    | Bob Clampett             | Daffy, Porky             | 6 sierpnia 1938      |                                                      | |
| 210. | The Major Lied 'Til Dawn      |                                  | Merrie Melodies | Frank Tashlin            |                          | 13 sierpnia 1938     |                                                      | |
| 211. | Wholly Smoke                  |                                  | Looney Tunes    | Frank Tashlin            | Porky                    | 27 sierpnia 1938     |                                                      | |
| 212. | A-Lad-In Bagdad               | Cudowna lampa Alladyna           | Merrie Melodies | Cal Howard, Cal Dalton   | Chłopek-roztropek        | 27 sierpnia 1938     |                                                      | |
| 213. | Cracked Ice                   | Szaleństwo na lodzie             | Merrie Melodies | Frank Tashlin            |                          | 10 września 1938     |                                                      | |
| 214. | A Feud There Was              | Wojna o miedzę                   | Merrie Melodies | Tex Avery                | Chłopek-roztropek        | 24 września 1938     |                                                      | Poddana Reedycji Błękitnej Wstążki. Pierwsze użycie imienia Elmer Fudd |
| 215. | Porky in Wackyland            | Świnka w Wariatkowie             | Looney Tunes    | Bob Clampett             | Porky, Do-Do             | 24 września 1938     | Tweety i Sylwester: Najlepsze z najlepszych, część 1 | Jedna z dwóch kreskówek, gdzie oprócz Porky’ego występuje Ptak Dodo. |
| 216. | Little Pancho Vanilla         | Mały Pancho Vanilla              | Merrie Melodies | Frank Tashlin            |                          | 8 października 1938  |                                                      | Poddana Reedycji Błękitnej Wstążki |
| 217. | Porky’s Naughty Nephew        |                                  | Looney Tunes    | Bob Clampett             | Porky                    | 15 października 1938 |                                                      | |
| 218. | Johnny Smith and Poker-Huntas | Johnny Smith i Pocahontas        | Merrie Melodies | Tex Avery                | Chłopek-roztropek        | 22 października 1938 |                                                      | Poddana Reedycji Błękitnej Wstążki |
| 219. | Porky in Egypt                |                                  | Looney Tunes    | Bob Clampett             | Porky                    | 5 listopada 1938     |                                                      | |
| 220. | You're an Education           | Jesteś Edukacją                  | Merrie Melodies | Frank Tashlin            |                          | 5 listopada 1938     |                                                      | Poddana Reedycji Błękitnej Wstążki |
| 221. | The Night Watchman            | Nocny stróż                      | Merrie Melodies | Chuck Jones              |                          | 19 listopada 1938    |                                                      | Poddana Reedycji Błękitnej Wstążki. Oryginalne napisy odzyskane na DVD. Pierwsza kreskówka wyreżyserowana przez Chucka Jonesa.                                                      |
| 222. | The Daffy Doc                 | Doktor Daffy                     | Looney Tunes    | Bob Clampett             | Daffy, Porky             | 26 listopada 1938    | Kaczor Daffy – Kolekcja (lektor)                     | |
| 223. | Daffy Duck in Hollywood       | Kaczor Daffy w Hollywood         | Merrie Melodies | Tex Avery                | Daffy                    | 3 grudnia 1938       |                                                      | Zmieniona muzyka openingowa (z serii 1937-38, na 1940-41) w polskiej wersji dubbingowej.                                                                                            |
| 224. | Porky the Gob                 |                                  | Looney Tunes    | Ben Hardaway, Cal Dalton | Porky                    | 17 grudnia 1938      |                                                      | |
| 225. | Count Me Out                  | Znokautuj mnie                   | Merrie Melodies | Ben Hardaway, Cal Dalton | Chłopek-roztropek        | 17 grudnia 1938      |                                                      | W polskiej wersji dubbingowej tej kreskówki jest zmieniona tyłówka Dubbed z lat 1937–1938 na 1947–1948.                                                                             |
| 226. | The Mice Will Play            | Gdzie myszy harcują              | Merrie Melodies | Tex Avery                |                          | 31 grudnia 1938      |                                                      | Poddana Reedycji Błękitnej Wstążki |

## 1939
| Nr   | Tytuł oryginalność          | Tytuł polski                    | Seria           | Reżyser                  | Postacie                           | Data premiery        | Dostępność VHS i DVD                                 | Uwagi |
| ---- | --------------------------- | ------------------------------- | --------------- | ------------------------ | ---------------------------------- | -------------------- | ---------------------------------------------------- | --- |
| 227. | The Lone Stranger and Porky |                                 | Looney Tunes    | Bob Clampett             | Porky                              | 7 stycznia 1939      |                                                      | |
| 228. | Dog Gone Modern             | Pies w pogoni za nowoczesnością | Merrie Melodies | Chuck Jones              | Dwa Ciekawskie Psy                 | 14 stycznia 1939     |                                                      | Poddana Reedycji Błękitnej Wstążki. Pierwsza kreskówka z Dwoma Ciekawskimi Psami. |
| 229. | It's an Ill Wind            |                                 | Looney Tunes    | Ben Hardaway, Cal Dalton | Porky                              | 28 stycznia 1939     |                                                      | |
| 230. | Hamateur Night              | Hamletyczny wieczór teatralny   | Merrie Melodies | Tex Avery                | Chłopek-roztropek                  | 28 stycznia 1939     |                                                      | |
| 231. | Robin Hood Makes Good       | Robin Hood czyni dobrze         | Merrie Melodies | Chuck Jones              |                                    | 11 lutego 1939       |                                                      | Poddana Reedycji Błękitnej Wstążki |
| 232. | Porky’s Tire Trouble        |                                 | Looney Tunes    | Bob Clampett             | Porky                              | 18 lutego 1939       |                                                      | |
| 233. | Gold Rush Daze              | Gorączka złota                  | Merrie Melodies | Ben Hardaway, Cal Dalton |                                    | 25 lutego 1939       |                                                      | |
| 234. | Porky’s Movie Mystery       |                                 | Looney Tunes    | Bob Clampett             | Porky                              | 11 marca 1939        |                                                      | |
| 235. | A Day at the Zoo            |                                 | Merrie Melodies | Tex Avery                | Chłopek-roztropek                  | 11 marca 1939        |                                                      | Poddana Reedycji Błękitnej Wstążki |
| 236. | Prest-O Change-O            | Króliczy hokus pokus            | Merrie Melodies | Chuck Jones              | Dwa Ciekawskie Psy, Proto-Bugs     | 25 marca 1939        |                                                      | Poddana Reedycji Błękitnej Wstążki |
| 237. | Chicken Jitters             |                                 | Looney Tunes    | Bob Clampett             | Porky                              | 1 kwietnia 1939      |                                                      | |
| 238. | Bars and Stripes Forever    | Skazani na kratki i pasiaki     | Merrie Melodies | Ben Hardaway, Cal Dalton |                                    | 8 kwietnia 1939      |                                                      | |
| 239. | Daffy Duck and the Dinosaur | Kaczor Daffy i dinozaur         | Merrie Melodies | Chuck Jones              | Daffy                              | 22 kwietnia 1939     | Looney Tunes: Plejada gwiazd, część 4                | Ostatnia kreskówka z napisem „Vitaphone Presents” w czołówce. |
| 240. | Porky and Teabiscuit        | Biszkopcik Porky’ego            | Looney Tunes    | Ben Hardaway, Cal Dalton | Porky                              | 22 kwietnia 1939     | Świnka Porky: Najlepsze z najlepszych, część 2       | Pierwsza kreskówka z napisem „Warner Bros. Presents” w czołówce |
| 241. | Thugs with Dirty Mugs       | Zbiry o zakazanych gębach       | Merrie Melodies | Tex Avery                |                                    | 6 maja 1939          |                                                      | Poddana Reedycji Błękitnej Wstążki |
| 242. | Kristopher Kolombus, Jr.    |                                 | Looney Tunes    | Bob Clampett             | Porky                              | 13 maja 1939         |                                                      | |
| 243. | Naughty But Mice            | Kuracja Smarkasia               | Merrie Melodies | Chuck Jones              | Smarkaś                            | 20 maja 1939         |                                                      | Debiut Smarkasia |
| 244. | Hobo Gadget Band            | Bigband kolejowych trampów      | Merrie Melodies | Ben Hardaway, Cal Dalton |                                    | 27 maja 1939         |                                                      | Poddana Reedycji Błękitnej Wstążki |
| 245. | Polar Pals                  |                                 | Looney Tunes    | Bob Clampett             | Porky                              | 3 czerwca 1939       |                                                      | |
| 246. | Believe It or Else          | Wierzcie lub nie                | Merrie Melodies | Tex Avery                | Chłopek-roztropek                  | 3 czerwca 1939       |                                                      | Ostatnia kreskówka z Chłopkiem-roztropkiem aż do filmu z 1988 r. pt. Kaczor Daffy: Pogromcy strachów. W wersji Dubbed 1995, scena w której murzyni znajdują dziecko na porodówce w pociągu jest ocenzurowana.           |
| 247. | Scalp Trouble               |                                 | Looney Tunes    | Bob Clampett             | Daffy, Porky                       | 24 czerwca 1939      |                                                      | |
| 248. | Old Glory                   | Gwiaździsty sztandar            | Merrie Melodies | Chuck Jones              | Porky                              | 1 lipca 1939         | Tweety i Sylwester: Najlepsze z najlepszych, część 1 | Poddana Reedycji Błękitnej Wstążki. Pierwsza kreskówka z Porkym w 3-pasmowym Technikolorze. Odzyskane oryginalne zakończenie kreskówki dostępne na DVD. W Polsce odcinek emitowany bez openingu, w wersji telewizyjnej. |
| 249. | Porky’s Picnic              |                                 | Looney Tunes    | Bob Clampett             | Petunia, Porky                     | 15 lipca 1939        |                                                      | |
| 250. | Dangerous Dan McFoo         | Niebezpieczny Dan McFiś         | Merrie Melodies | Tex Avery                |                                    | 15 lipca 1939        |                                                      | Kreskówka przedstawia w pełni rozwinięty „głos Elmera Fudda” (na przykładzie Dana McFisia, któremu głosu użyczał Arthur Q. Bryan, głos Elmera Fudda)                                                                    |
| 251. | Snowman's Land              | Kraina bałwanów                 | Merrie Melodies | Chuck Jones              |                                    | 29 lipca 1939        |                                                      | Kreskówka emitowana bez Polsiekgo tytułu. |
| 252. | Wise Quacks                 |                                 | Looney Tunes    | Bob Clampett             | Daffy, Porky                       | 5 sierpnia 1939      |                                                      | |
| 253. | Hare-um Scare-um            | Kopnięty w marchewę             | Merrie Melodies | Ben Hardaway, Cal Dalton | Proto-Bugs                         | 12 sierpnia 1939     |                                                      | |
| 254. | Detouring America           | Objazdówka po Ameryce           | Merrie Melodies | Tex Avery                |                                    | 26 sierpnia 1939     |                                                      | |
| 255. | Porky’s Hotel               |                                 | Looney Tunes    | Bob Clampett             | Porky                              | 2 września 1939      |                                                      | |
| 256. | Little Brother Rat          | Mój brat szczur                 | Merrie Melodies | Chuck Jones              | Smarkaś                            | 2 września 1939      |                                                      | Poddana Reedycji Błękitnej Wstążki. Odzyskane napisy tytułowe dostępne na Blu-ray. |
| 257. | Sioux Me                    |                                 | Merrie Melodies | Ben Hardaway, Cal Dalton |                                    | 9 września 1939      |                                                      | Poddana Reedycji Błękitnej Wstążki |
| 258. | Jeepers Creepers            |                                 | Looney Tunes    | Bob Clampett             | Porky                              | 23 września 1939     |                                                      | Pierwsza kreskówka z serii Looney Tunes korzystająca z wersji „bębnowego zakończenia” Porky’ego z lat 1939–1946. |
| 259. | Land of the Midnight Fun    |                                 | Merrie Melodies | Tex Avery                |                                    | 23 września 1939     |                                                      | |
| 260. | Naughty Neighbors           |                                 | Looney Tunes    | Bob Clampett             | Proto-Bugs (cameo), Petunia, Porky | 7 października 1939  |                                                      | Ostatnia kreskówka ze Świnką Petunią. Ostatnia kreskówka z serii Looney Tunes korzystająca z wersji „bębnowego zakończenia” Porky’ego z 1937 r.                                                                         |
| 261. | Little Lion Hunter          |                                 | Merrie Melodies | Chuck Jones              | Inki                               | 7 października 1939  |                                                      | Poddana Reedycji Błękitnej Wstążki. Debiut Inki. |
| 262. | The Good Egg                | Brzydkie żółwiątko              | Merrie Melodies | Chuck Jones              |                                    | 21 października 1939 |                                                      | Poddana Reedycji Błękitnej Wstążki |
| 263. | Fresh Fish                  | Rybo-peja                       | Merrie Melodies | Tex Avery                |                                    | 4 listopada 1939     |                                                      | Poddana Reedycji Błękitnej Wstążki |
| 264. | Pied Piper Porky            |                                 | Looney Tunes    | Bob Clampett             | Porky                              | 4 listopada 1939     |                                                      | |
| 265. | Fagin's Freshman            | Akademia złoczyńców             | Merrie Melodies | Ben Hardaway, Cal Dalton |                                    | 18 listopada 1939    |                                                      | Poddana Reedycji Błękitnej Wstążki |
| 266. | Porky the Giant Killer      |                                 | Looney Tunes    | Ben Hardaway, Cal Dalton | Porky                              | 18 listopada 1939    |                                                      | |
| 267. | Sniffles and the Bookworm   | Smarkaś i mól książkowy         | Merrie Melodies | Chuck Jones              | Smarkaś                            | 2 grudnia 1939       |                                                      | Poddana Reedycji Błękitnej Wstążki |
| 268. | The Film Fan                | Kinomaniak                      | Looney Tunes    | Bob Clampett             | Porky                              | 16 grudnia 1939      | Świnka Porky: Najlepsze z najlepszych, część 2       | |
| 269. | Screwball Football          | Pokopany świat futbolu          | Merrie Melodies | Tex Avery                |                                    | 16 grudnia 1939      |                                                      | |
| 270. | The Curious Puppy           | Ciekawski szczeniak             | Merrie Melodies | Chuck Jones              | Dwa Ciekawskie Psy                 | 30 grudnia 1939      |                                                      | Poddana Reedycji Błękitnej Wstążki |